# Король Лир (фильм, 1970)
«Коро́ль Лир» — советский чёрно-белый двухсерийный широкоэкранный художественный фильм, поставленный на киностудии «Ленфильм» в 1970 году по одноимённой трагедии Уильяма Шекспира. Последний фильм, снятый режиссёром Григорием Козинцевым.
Перевод Бориса Пастернака. Песни шута в переводе Самуила Маршака.
Премьера фильма в СССР состоялась 8 февраля 1971 года.

## Сюжет
Король Лир на склоне лет решает удалиться от дел и разделить своё королевство между тремя дочерьми. Для определения размеров их частей он просит каждую из них сказать, как сильно она его любит. Старшие дочери — Гонерилья и Регана — льстят королю, дабы получить большую долю от королевства, в то время как Корделия, младшая дочь Лира, отказывается льстить, говоря, что её любовь выше этого. Разгневанный отец отрекается от младшей дочери и прогоняет графа Кента, пытавшегося заступиться за Корделию. Лир делит королевство между старшей и средней дочерьми, оставив себе свиту из 100 человек и титул Короля, говоря старшим дочерям, что будет гостить у них каждый месяц. Младшую же дочь он выдаёт в жёны за французского Короля, без всякого приданого.
Незаконнорожденный сын графа Глостера Эдмонд, не желающий мириться со своим положением, оговаривает законного сына Глостера — Эдгара, который после бежит из дома и присоединяется к скитающимся бездомным. Кент, который был изгнан королём, маскируется и под предлогом верности присоединяется к Лиру.
Вскоре, после ужасного приёма, оказанного ему сначала Гонерильей, а потом и Реганой, Лир понимает, сколь лицемерно расчётливы были его старшие дочери с их «любовью». Дочери выгоняют короля Лира, который с верным шутом уходит в степь. Они встречаются с группой бездомных и находят жалкое убежище.
Эдмонд желает казнить своего отца, чтобы встать на его место. Герцог Корнуэльский, подстрекаемый дочерью Лира Реганой, ослепляет Глостера. Эдгар, притворившийся сумасшедшим, уводит отца. Гонерилья посылает своего слугу Освальда убить ослеплённого Глостера, но сопровождающий отца Эдгар в схватке убивает Освальда. Вскоре после этого Глостер умирает.
Корделия, узнав обо всём, ведёт французские войска войной на сестёр. Но её и Лира берут в плен и сажают в тюрьму. Эдмонд отдаёт приказ убить пленённых Лира и Корделию. Герцог Олбенский выводит Эдмонда на чистую воду, открывая его злодеяния, а Эдгар в поединке побеждает брата. Умирающий Эдмонд перед смертью желает сделать доброе дело — сорвать свой план по убийству Лира и Корделии. Но Корделию спасти не успевают — она уже повешена. Гонерилья и Регана погибают: Регана отравлена Гонерильей, Гонерилья закалывает себя. Король Лир, стоя над телом Корделии, умирает от горя.

## Актёрский состав

### В ролях
- Юри Ярвет — король Лир (роль озвучил Зиновий Гердт)
- Эльза Радзиня — Гонерилья
- Галина Волчек — Регана
- Валентина Шендрикова — Корделия
- Олег Даль — шут
- Карлис Себрис — граф Глостер (роль озвучил Григорий Гай)
- Леонхард Мерзин — Эдгар (роль озвучил Эммануил Виторган)
- Регимантас Адомайтис — Эдмонд
- Владимир Емельянов — Кент
- Александр Вокач — герцог Корнуэльский
- Донатас Банионис — герцог Олбенский (роль озвучил Александр Демьяненко)
- Алексей Петренко — Освальд
- Юозас Будрайтис — король французский

### В эпизодах
- Борис Великанов
- Роман Громадский — слуга герцога Корнуэльского
- Сергей Иванов — эпизод
- Николай Кузьмин — слуга герцога Корнуэльского
- Антс Лаутер — эпизод
- Игнат Лейрер — эпизод
- К. Майдла — эпизод
- Александр Орлов — старик, арендатор Глостера
- С. Орлов — эпизод
- Константин Тягунов — придворный
- Ольгерт Шалконис — эпизод

В титрах не указаны:
- Эммануил Виторган — слуга герцога Олбенского
- Пяэрн Хинт — эпизод

## Съёмочная группа
- Сценарий и постановка — Григория Козинцева
- Режиссёр — Иосиф Шапиро
- Главный оператор — Йонас Грицюс
- Художники:
Евгений Еней — постановщик
Всеволод Улитко — декорации
Симон Вирсаладзе — костюмы
- Композитор: Дмитрий Шостакович
- Звукооператор — Эдуард Ванунц
- Симфонический оркестр Ленинградской государственной филармонии
Дирижёры — Джемал Далгат, Николай Рабинович
- Художники-гримёры — Василий Горюнов, Людмила Елисеева
- Художник по костюмам — Галина Деева
- Декораторы — И. Зайцева, Е. Н. Якуба
- Операторы — Алексей Сысоев, В. Комаров, В. Амосенко
- Ассистенты режиссёра — И. Мочалова, И. Вишневская, В. Кузнецова, В. Кравченко, Аркадий Тигай
- Монтажёр — Евгения Маханькова
- Ассистент по монтажу — Елизавета Апраксина (в титрах не указана)
- Редактор — Леонид Рахманов
- Консультанты — М. А. Гуковский, Ю. А. Нацваладзе, Р. Сот, Л. И. Тарасюк
- Фехтование — Иван Кох
- Директора картины — Михаил Шостак, Николай Елисеев

## Награды
- Главный приз «Золотая статуэтка крылатого тура» — Григорий Козинцев (МКФ в Тегеране, 1972)
- Премия за лучшую мужскую роль — Юри Ярвет (МКФ в Тегеране, 1972)
- Приз «Серебряный Хьюго» — Григорий Козинцев (МКФ в Чикаго, 1972)
- Золотая медаль — Григорий Козинцев (МКФ в Милане[итал.], 1973)[2]